# Mary Bell
Mary Flora Bell (Newcastle, 26 de maio de 1957) é uma mulher britânica conhecida pelo homicídio doloso de dois meninos, Martin Brown, de três anos, e Brian Howe, de quatro anos. Bell tinha dez anos de idade quando matou Martin Brown e onze anos quando matou Brian Howe. Foi condenada em dezembro de 1968, Mary atuou junto de uma cúmplice, Norma Bell (não possuíam parentesco), que foi absolvida após julgamento.
Foi solta em 1980, após cumprir 12 anos de prisão.

## Infância
Mary, apelidada May desde cedo, era filha de Betty McCrickett e Billy Bell, embora sua paternidade não seja dada como certa. Sua mãe, era prostituta, usuária de drogas e alcoólatra, e teria tentado assassiná-la diversas vezes durante a infância. Ela também teria sido sexualmente abusada pelos clientes de sua mãe. Em 2018, o ABC da Espanha escreveu que sua mãe havia vendido sua virgindade e passado a prostituí-la desde que ela tinha cinco anos de idade.
Mary nasceu quando Betty tinha apenas dezessete anos. Acredita-se que Mary tivesse um bom relacionamento com seu pai, fosse biológico ou não; No entanto, ele acabou preso por assalto armado.
Segundo o ABC, Mary teria respondido aos abusos sofridos torturando gatos e cachorros antes de começar a matar. A ocorrência de seus crimes, analisa-se, dá-se primariamente devido aos abusos sofridos, tendo-se em vista sua pouca idade juntamente com a grande quantidade e terribilidade dos abusos em questão. 

## Crimes e cronologia do caso
25 de maio de 1968: Mary estrangula Martin Brown de três anos de idade em uma cadeira e o joga do segundo andar de uma casa abandonada um dia antes de seu 11º aniversário. Matou com a ajuda da amiga Norma Bell, que, apesar do sobrenome, não era sua parente.  
25 de maio de 1968: Mary e Norma invadem e vandalizam a enfermaria escolar em Scotswood. As duas também deixam notas escritas clamando a responsabilidade pela morte de Martin. Segundo o ABC, a Polícia não acreditou inicialmente nas notas porque Mary era conhecida por seu "caráter transtornado". 
31 de julho de 1968: Mary mata Brian Howe, de quatro anos de idade. Ela matou o menino em um local perto de uma linha de trem onde outras crianças costumavam brincar em meio a carros abandonados. Mary, após estrangular e perfurar as coxas e genitais de Brian, perfurou a letra "M" em sua barriga, ela também cortou parte do cabelo da vítima. O ABC escreveu em 2018: "Segundo investigação posterior, o comportamento psicopata assustou até Norma, que assegurou que a menina usou uma faca para marcar o menor. Norma pediu que ela parasse, mas quando fez caso omisso, ela saiu correndo e manteve a boca fechada sobre os crimes de Mary, que escreveu em seu diário para justificar o assassinato: 'Brian não tem mãe, assim ninguém sentirá sua falta'."
07 de agosto de 1968: Mary e Norma são presas, após o detetive do caso ver a primeira rindo em frente à casa de Brian, enquanto o caixão era levado para fora. 
17 de dezembro de 1968: Mary é acusada pelos crimes e presa indefinidamente. 

### Solucionando o caso
Após a morte de Brian, a família do menino alertou a Polícia que dias antes Mary e Norma haviam molestado o menino e que depois dele desaparecer, Mary perguntava seguidamente se sentiam falta dele. Ela também teria dito que talvez devessem procurar por ele perto "dos escombros". A Polícia então interrogou ambas, que teriam dado respostas vagas e mudado de versão várias vezes. Mary teria até tentando culpar um menino, mas teria cometido o erro de afirmar que havia visto Brian brincar com tesouras. "Como ela sabia que as tesouras haviam sido a 'chave do assassinato'?" A Polícia então pressionou ambas e elas acabaram acusando uma a outra. No dia 07 de agosto, Mary e Norma foram presas, após o detetive responsável pelo caso ver a primeira rindo em frente à casa de Brian, enquanto o caixão era levado para fora. Mary, por fim, teria reconhecido ser a assassina, dizendo que "matava por prazer e emoção". 

## Condenação
Bell foi condenada pelos homicídios de Martin Brown e Brian Howe, também foi condenada por estrangular quatro meninas, pela vandalização da enfermaria escolar e por escrever ameaças nas paredes. 
A sua cúmplice, Norma Bell, foi inocentada e permaneceu em liberdade 
Foi considerada culpada de homicídio involuntário em 17 de dezembro de 1968. Em seu diagnóstico, psiquiatras descreveram sintomas clássicos da psicopatia. Presa indefinidamente, o juiz disse na sentença que "esta garota é perigosa e seus passos precisam ser interrompidos para proteger outras pessoas". 
Ela cumpriu sentença inicialmente no Red Bank Secure Unit em St. Helens, Lancashire. Em 1977, quando tinha 20 anos, foi noticiado que ela havia fugido da Moor Court Open Prison de Stoke-on-Trent, Staffordshire. A Polícia local disse então que ela não representava perigo, por isto não havia uma busca organizada por ela. 
Mary Bell foi liberada em 1980, aos 23 anos, após cumprir 12 anos de prisão. Depois de solta, lhe foi concedido o anonimato para começar uma nova vida. 

## Vida após a prisão
Depois de solta, Mary casou e teve uma filha, que, segundo o Chronicle, só soube sobre o passado da mãe aos 13 anos, quando a identidade e a residência de Mary foi descoberta por jornalistas.
Trinta anos depois de sua condenação, em 1998, e após a morte de sua mãe, ela aceitou falar à jornalista Gitta Sereny sobre sua infância. O resultado foi uma biografia chamada "Por que crianças matam: história real de Mary Bell". A obra, bem como o dinheiro pago a Mary pela publicação e venda do livro, recebeu críticas em todo o país. 
Em 21 de maio de 2003, Mary e a filha obtiveram do Tribunal Supremo o direito de viverem anonimamente até o fim de suas vidas. A ordem que as protege, bem como a identidade de outros condenados, é conhecida na Grã-Bretanha como "Ordem Mary Bell".
Atualmente Mary já é avó. 
Em maio de 2018, 50 anos após a morte de Martin, o Chronicle do Reino Unido relembrou a história como uma matéria intitulada "Quem é Mary Bell? Como uma estudante se tornou uma das mais notórias assassinas" (original, em inglês: Who is Mary Bell? How a schoolgirl became one of Tyneside's most notorious killers).
Meses antes, o ABC da Espanha também divulgou uma matéria sobre ela, intitulada: "Mary Bell, la psicópata de cara angelical que asesinó y mutiló a dos niños con 11 años". 